# Satyrus caliginosa
Satyrus caliginosa är en fjärilsart som beskrevs av Schultz 1904. Satyrus caliginosa ingår i släktet Satyrus och familjen praktfjärilar. Inga underarter finns listade.